# Gillian Wearing
Gillian Wearing (Birmingham, 10 de diciembre de 1963) es un artista contemporánea inglesa perteneciente a la Orden del Imperio Británico, ganadora del Premio Turner en 1997. El 11 de diciembre de 2007, Wearing fue elegida miembro vitalicia de la Royal Academy of Arts.

## Biografía
Nacida el 10 de diciembre de 1963 en Birmingham, Gillian Wearing es una artista prolífica, activa en el campo del arte conceptual, que utiliza fotografía, vídeo y escultura. Estudió en el Chelsea College of Art de 1985 a 1987, luego en el Goldsmith College de 1987 a 1990. En 1997 ganó el Premio Turner y en el mismo año su obra se exhibió en la Royal Academy of Arts en una exposición llamada Sentation, que reúne a jóvenes artistas británicos de la galería Saatchi.
En 2010, Gillian Wearing se casó con el artista visual Michael Landy. Actualmente vive y trabaja en Londres.